# Éos
« Eos » redirige ici. Pour les autres significations, voir Éos (homonymie) et EOS.
 (février 2023).
Dans la mythologie grecque, Éos (en grec ancien Ἠώς / Ēṓs) est une déesse de l'aurore, fille du Titan Hypérion et de la Titanide Théia.
Elle est l'épouse du titan Astréos (« l'astre étoilé »).

## Étymologie et épithètes
Éos est apparentée à la déesse védique Ushas, à la déesse lituanienne Aušrinė et à la déesse romaine Aurora (vieux latin Ausosa), qui sont également des déesses de l'aube. Ces quatre noms sont considérés comme des dérivés de la racine indo-européenne *h₂ewsṓs (plus tard *Ausṓs), « l'aube », une racine qui a également donné naissance au proto-germanique *Austrō, à l'ancien germanique *Ōstara et à l'ancien anglais Ēostre / Ēastre. Cet ensemble aboutit à la reconstruction d'une déesse de l'aurore indo-européenne.
Elle est souvent affublée des épithètes homériques « aux doigts de rose » (ῥοδοδάκτυλος (rhododáktylos)), « en robe de safran » (κροκόπεπλος (krokópeplos)), ou « aux avant-bras de rose » (ῥοδόπηχυς (rhodópēkhys)).
Homère et Hésiode la présentent également comme « enfant du matin » (ἠριγένεια (ērigéneia)).
Ses légendes conservent les traits essentiels de l'Aurore indo-européenne, notamment l'amant ou le mari qui vieillit et qu'elle abandonne.

## Mythes et légendes

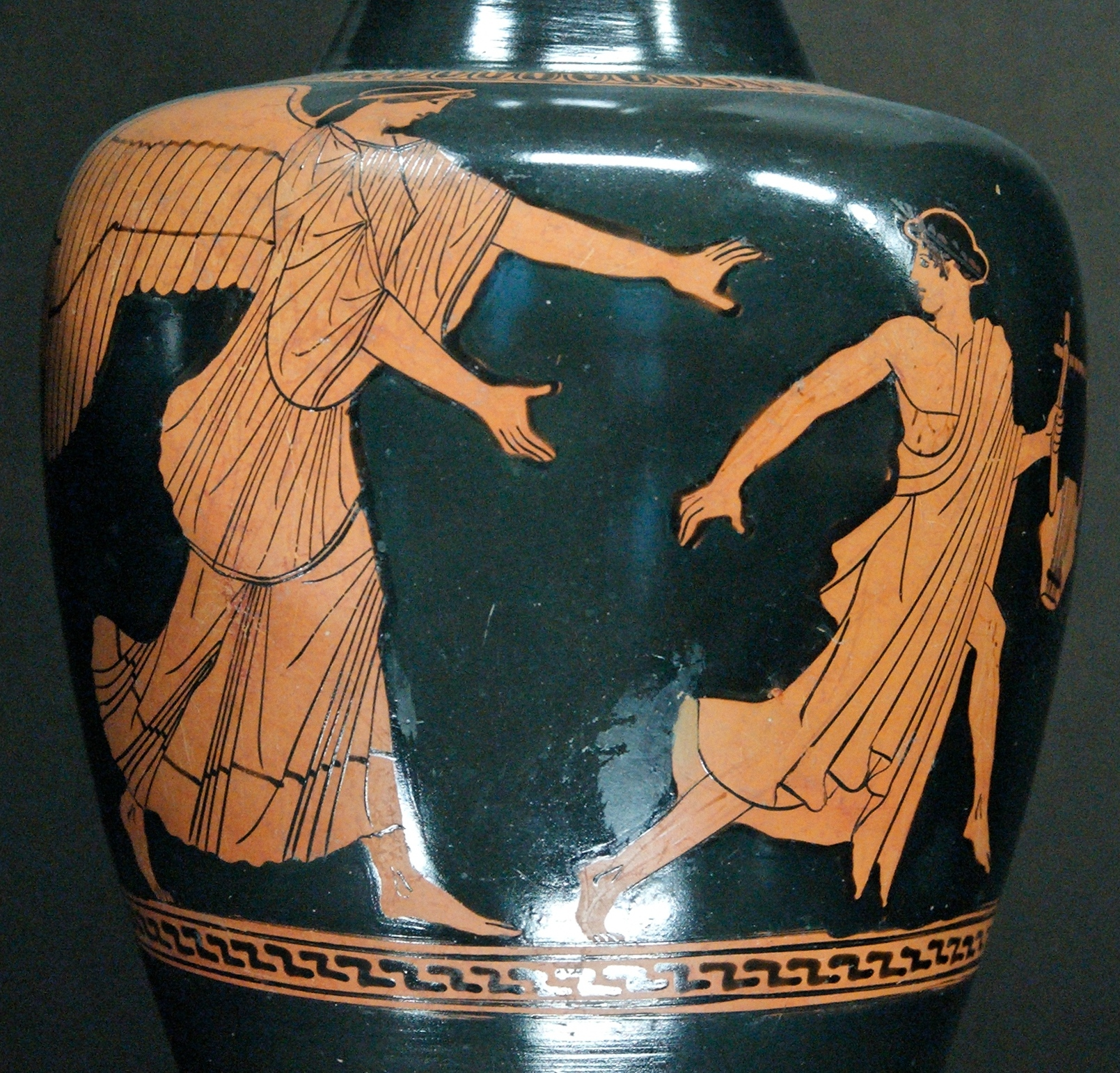
Éos poursuivant Tithon, œnochoé attique du Peintre d'Achille, vers 470–-460, musée du Louvre.

Éos est la fille des Titans Hypérion et Théia, et la sœur d'Hélios (le Soleil) et de Séléné (la Lune), ou la fille de Pallas selon d'autres traditions,.
Un jour, Aphrodite, furieuse de trouver Arès dans le lit d'Éos, la condamna à de continuelles amours avec de jeunes humains. Bien que déjà mariée à Astréos qui était de la race des Titans, et dont elle avait eu des fils : les dieux des vents Borée, Notos, Euros et Zéphyr, ainsi que les étoiles (dont l'étoile du matin (Eωσφόρος / Éosphoros) selon Hésiode), elle se mit en secret à séduire et à enlever des jeunes gens, les uns après les autres. Elle eut ainsi de nombreuses liaisons, notamment avec Orion, Céphale et Tithon,.
Amoureuse de Tithon, elle l'enleva, l'épousa, et en eut deux fils, Memnon et Émathion,, dont les morts la bouleversèrent à tel point que ses larmes abondantes produisirent la rosée du matin,.
Elle obtint de Zeus de conférer l'immortalité à Tithon mais en oubliant de demander pour lui la jeunesse éternelle que Séléné, sa sœur, avait obtenue pour Endymion. Tithon devint alors de plus en plus vieux au fil des jours, frappé progressivement d'infirmités, et Éos, fatiguée de s'occuper de lui, l'enferma dans son palais où il devint une cigale, même si d'autres auteurs indiquent qu'elle n'aurait jamais cessé de s'occuper de lui et de l'aimer,.
Elle est la déesse de l'Aurore. Habitant aux bords d'Océan, qui enserre le monde habité, elle quitte la couche de Tithon à la fin de la nuit et, sur son char, elle s'élance vers le ciel pour annoncer aux dieux la venue d'Hélios, son frère. Chez Homère, elle accompagne celui-ci dans sa course sur son char tiré par des chevaux ailés : Phaéton et Lampos. Inversement, le soir, elle descend de l'Olympe pour rejoindre sa demeure, accompagnée par les Heures. Chez les tragiques, elle est identifiée à Héméra, divinité du Jour,.
Sur les vases grecs, elle est représentée avec une paire d'ailes. Dans l'iconographie classique, elle est souvent couverte d'un voile et assise dans un char tiré par quatre chevaux[réf. nécessaire].

## Hommage
L'astéroïde (221) Éos, découvert en 1882, est nommé en son honneur.

### Sources antiques
- Pseudo-Apollodore, Bibliothèque [détail des éditions] [lire en ligne] (I, 2, 2 ; I, 4, 4 ; III, 12, 4).
- Hésiode, Théogonie [détail des éditions] [lire en ligne] (19 ; 372-374 ; 378-382 ; 984-991).
- Homère, Iliade [détail des éditions] [lire en ligne] (XI, 1-2).
- Hymnes homériques [détail des éditions] [lire en ligne] (V à Aphrodite, 218-239).
- Quintus de Smyrne, Suite d'Homère [détail des éditions] [lire en ligne] (I, 48-51).